# Matthiasturm
Der Matthiasturm, obersorbisch Maćijowa wěža, ist ein Torturm in Bautzen und der Hauptzugang zur Ortenburg.
Der Turm entstand mit den umfangreichen Bauarbeiten der Jahre 1483 bis 1486 als einziger bedeutender Zugang zur Burg. Der obige, heute rot gefasste Mauerkranz ist eine spätere Ergänzung. Die Bezeichnung ist wohl umgangssprachlich entstanden. Sie leitet sich von dem namentlich bezeichneten Relief des ungarischen Königs Matthias Corvinus (1443–1490) an der stadtseitigen Front des Turmes ab.
Ursprünglich war die Burg durch einen Graben von der Stadt getrennt. Rechteckige Aussparungen im unteren Mauerwerk des Turmes lassen noch Lage und Größe der Zugbrücken zur Schloßstraße hin erahnen. Erst gegen Ende des 18. Jahrhunderts wurden der Graben zugeschüttet und gleichzeitig das heutige Haupttor gegenüber dem Burgplatz durch die Mauer gebrochen.

## St.-Georgs-Kapelle
Chronikalische Überlieferungen berichten von einer frühen Marienkapelle in der Ortenburg. Diese konnte jedoch bisher nicht sicher lokalisiert werden.
Nachweislich weihte im Jahre 1225 der Meißner Bischof Bruno II. (von Porstendorf, 1209–1228) eine Burgkapelle dem Hl. Georg, weshalb insbesondere die Ritterschaft des Bautzener Landes die St. Georgs-Kapelle mit zahlreichen Stiftungen reich dotierte. Der große Brand der Ortenburg hatte 1400 auch ihre Räumlichkeiten zerstört. Erst mit dem Bau des Matthiasturms erhielt sie in dessen zweitem Obergeschoss ein neues Domizil; von außen her ist ihre Lage noch heute durch die zwei großen Spitzbogenfenster zu erkennen. Während des Dreißigjährigen Krieges brannte die Kapelle 1639 aus. Überlegungen, sie für die neuen kurfürstlichen Landesherren wieder herzurichten, wurden nicht umgesetzt.
Zwischen den Fenstern befand sich vermutlich der Altar. Gegenüber ist eine erhöhte Loge erhalten, zu der man über eine enge, dunkle Stiege gelangt. An dieser Stiege befindet sich eine Brüstung im Stile eines zierlichen gotischen Maßwerkes. Unterhalb der Loge befindet sich eine bis zum Fußboden reichende Nische, die wahrscheinlich der Aufbewahrung heiliger Gegenstände und Messgewänder diente. Auch die Türen in der Kapelle waren stark verziert. An der Decke befinden sich zwischen den Fenstern und an der gegenüberliegenden Seite zwei Engel, die jeweils einen Schild halten. Der Raum ist begehbar aber nicht restauriert. Das zerstörte Deckengewölbe wurde durch eine schlichte Balkendecke ersetzt, um den Aufgang auf das Dach zu ermöglichen.
Nach dem Bau des Franziskanerklosters nahe dem Burglehn nahm die Bedeutung der Burgkapelle für den Landadel ab. Mit der Lutherischen Reformation verlor sie ihre einstige spezifische Bedeutung endgültig; die Dotierungen gingen an das katholisch gebliebene Domstift St. Petri über. Die St.-Georgs-Kapelle wurde im 15. Jahrhundert durch Arnold von Westfalen weiter ausgestaltet.

## Tor-Relief

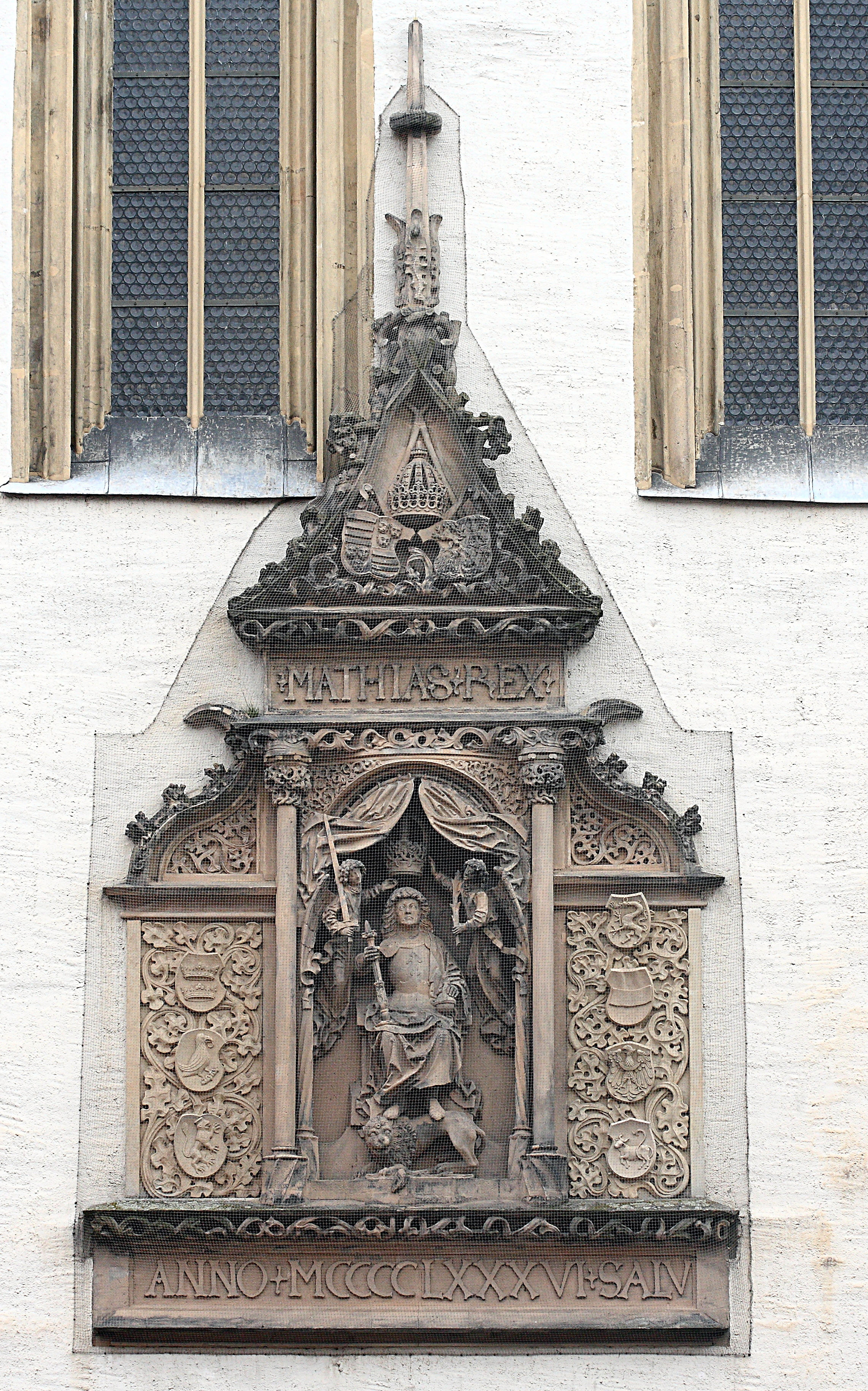
Matthias-Relief an der Ostseite des Turms

Das etwas asymmetrisch angebrachte Monument aus Sandstein ist neun Meter hoch und vier Meter breit. Im oberen Balken ist der Schriftzug MATHIAS REX und im unteren ANNO MCCCCLXXXVI SALV[TIS] zu lesen; als Datierung gilt deshalb 1486. Gestaltung und heraldische Symbolik lehnen sich teilweise am großen Majestätssiegel des Königs von 1464 an. Der König sitzt unter einem Baldachin, seine Füße ruhen auf einem liegenden Löwen. Zwei schwebende Engel halten eine Krone über dessen auffällig porträtnahen Kopf. Flankiert wird er von zwei Säulen und Laubwerk. Insgesamt elf heraldische Symbole sind als Besitz- und Anspruchswappen ausgeführt.
Originale Unterlagen zur Motivation und den Künstlern sind verloren gegangen; deshalb sind viele Aspekte noch in der Diskussion. So wird die frühere Zuordnung zu dem einheimischen Bildhauer Briccius Gauske heute abgelehnt. Selbst die oft kolportierte Überlieferung, wonach der Landvogt dreimal mit dem Kopf der Figur zum König nach Ofen (Buda) gereist sei, weil die ersten Entwürfe diesem nicht ausreichend genug ähnlich waren, ist wohl einer unbewiesenen Vermutung geschuldet. Matthias kannte offensichtlich den Plan seines Landvogtes bezüglich des Denkmals gar nicht; er hat es letztlich auch nie gesehen.
Im Laufe der Zeit hatten Kriege und Verschmutzung das Bildwerk beschädigt. Seit 1855 wurde es mehrfach gesäubert und restauriert. 1992 konnten auch die lange Zeit leeren seitlichen Wappenfelder nach älteren Ansichten wieder ergänzt werden.
Die im Giebelfeld gegeneinander geneigten beiden Wappenschilde zeigen je zweimal die altungarischen Streifen und die dalmatinischen Löwenköpfe sowie den böhmischen Löwen und den mährischen Adler. Die seitlichen Tafeln enthalten sieben Wappen. Sie zeigen (aus der Sicht des Betrachters) links von oben nach unten die zwei Kronen von Galizien, den Raben (lateinisch corvus, ungarisch holló) als Hauswappen der Familie Hunyadi sowie den luxemburgischen Löwen, rechts analog einen feuerspeienden Panther für die Steiermark, das Bindenwappen für Österreich, den schlesischen Adler sowie den (heute) Niederlausitzer Stier. Irritationen lösten in der Vergangenheit die seitliche Ungleichheit der Wappen wie auch das Fehlen der Oberlausitzer Mauer aus. Während es für Erstere keine überzeugende Erklärung gibt, hat sich Letztere als akzeptiertes typisches Symbol für das Markgraf(en)tum Oberlausitz erst nach 1500 endgültig durchgesetzt.

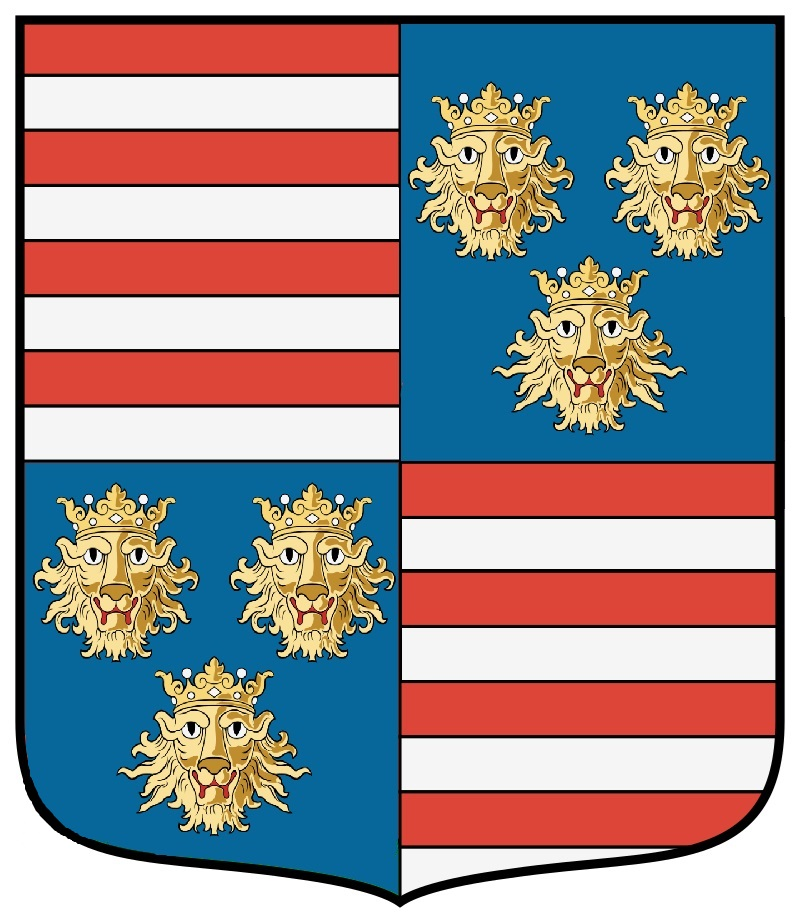
Ungarn und Dalmatien
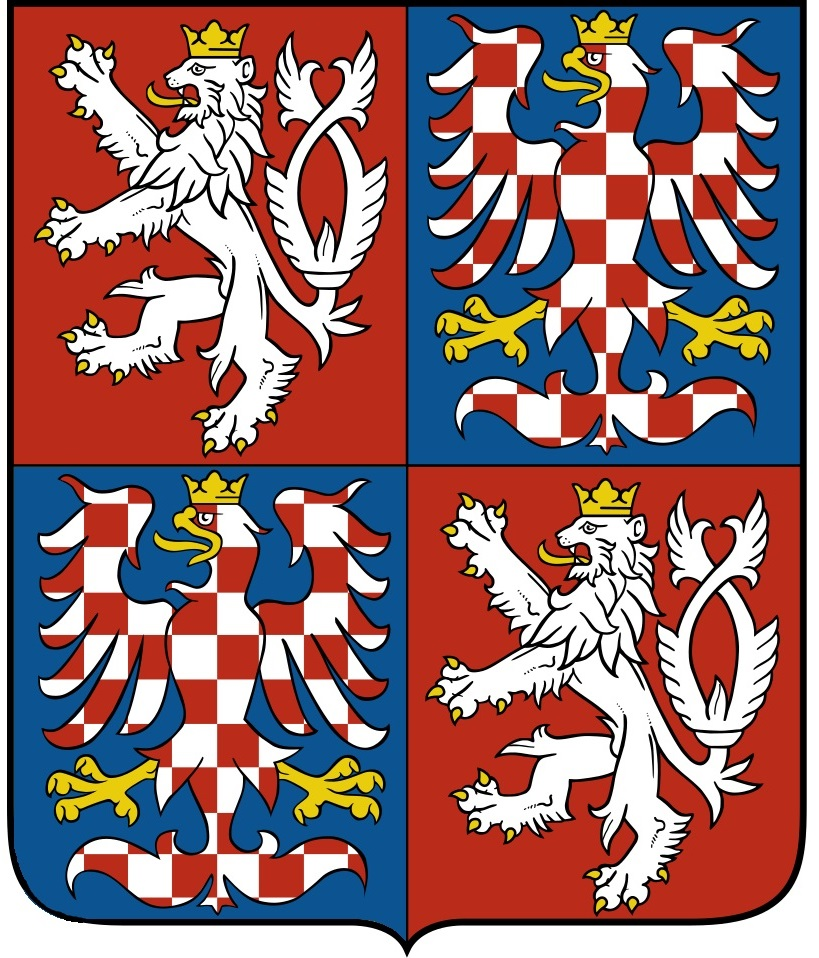
Tschechien und Morawien
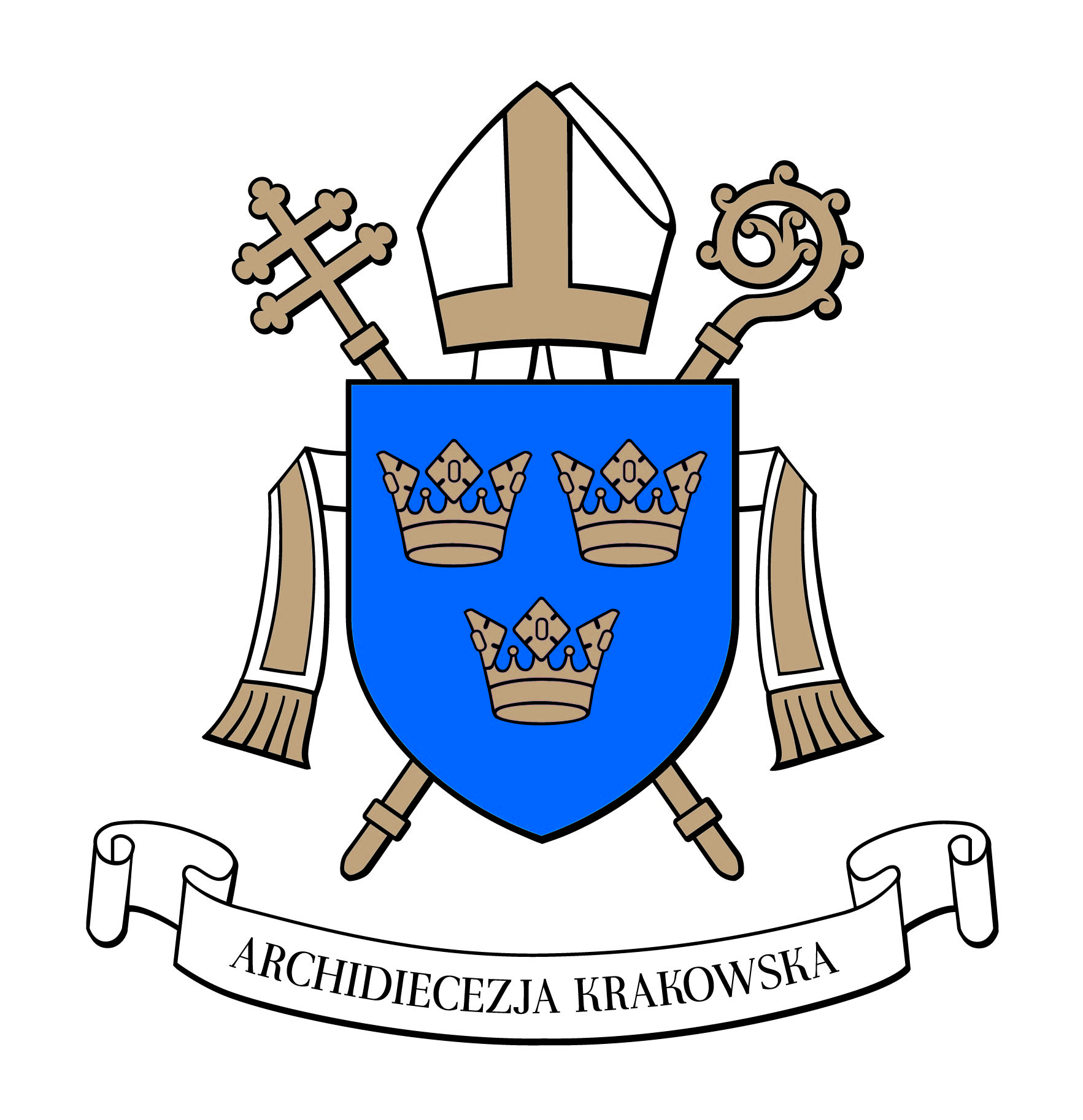
Galizien
Hunyady
Luxemburg
Herb Steiermark
Österreich
Schlesien
Niederlausitzer

Für die Ausstellung anlässlich des Millenniums der ungarischen Landnahme 1896 wurde das Monument von dem Bildhauer Alajos Strobl kopiert. Nachträgliche Abformungen davon gibt es in Budapest (1930), Szeged (1931) und im slowakischen Kráľova Lehota (1906). Während an der Budapester Kopie die seitlichen Wappen seinerzeit ergänzt wurden, zeigen die beiden anderen hier leere Tafeln.
Im Tordurchgang ist außerdem das Prinzenwappen von Sigismund Jagiello angebracht, Landvogt der Oberlausitz von 1504 bis 1506 und späterer König von Polen. Es wurde 1925 auf dem Burggelände geborgen und im Matthiastor eingesetzt und ist das einzige erhaltene Monumentalrelief von Sigismunds Prinzenwappen überhaupt.